# 毎日放送制作土曜朝のワイドショー
本項では、現在毎日放送（MBS）の制作により、TBS系列（JNN）が毎週土曜朝に放送しているワイドショー番組一覧について記述する。

## 各番組の歴史
この枠は、1965年4月17日、当時のMBSのキー局NETテレビ（現・テレビ朝日）制作、『モーニングショー』の週末版として『MBSウィークエンドショー』がスタートしたのが始まりである（当時は関西ローカルでの放送）。同年11月から、NETテレビ系列の全国ネット番組『ウィークエンドショー』となった（当初は東名阪九の4局ネット）。『ウィークエンドショー』は、在阪テレビ局に於いて現在まで続く土曜朝の全国ネット番組の草分けとなった。
1966年1月から元NHKアナウンサー八木治郎が司会を担当、同年4月よりタイトルを『ウィークエンドモーニングショー』に変更。この時にネット局が増え、1969年4月には32局ネットとなった。1970年1月『八木治郎ショー』にタイトルを変更、八木の冠番組となった。
その間、1975年3月31日付で、MBSとそれまで関西地区のTBS系列局であった朝日放送（ABC）との間でネットワーク交換が行われることになった。これにより、3月29日放送分をもってNETテレビ系列での放送を終了。翌4月5日よりTBS系列での放送に移行した。
そして1980年10月から放送時間が8時となり『八木治郎ショー・いい朝8時』からは完全トーク番組となったが、1983年4月18日に八木が出張先の福岡で急逝。その後にタイトルが5月から『すてきな出逢い いい朝8時』となり、2001年9月29日まで続いていた。
同年10月6日からの『リアルタイム』からは報道・情報中心のワイドショー番組になったが短命に終わり、2002年10月5日からの『サタモニ!』も視聴率が低くて5ヶ月間で終わる。2003年3月1日からの1ヶ月間は単発番組として旅番組『春だ!旅に出よう!!』が放映されて3月29日からは『知っとこ!』が12年間放送された。2015年4月4日からは『サタデープラス』が放送されている。

## 主な番組
8:30～9:30
- MBSウィークエンドショー→ウィークエンドショー（1965年4月17日 - 1966年3月26日）
- ウィークエンドモーニングショー（1966年4月2日 - 1969年12月27日）
- 八木治郎ショー（1970年1月3日 - 1980年9月27日）

8:00～9:25
- 八木治郎ショー・いい朝8時（1980年10月4日 - 1983年4月16日）
- すてきな出逢い いい朝8時（1983年5月7日 - 2001年9月29日）
- リアルタイム（2001年10月6日 - 2002年9月28日）
- サタモニ!（2002年10月5日 - 2003年2月22日）
- 知っとこ!（2003年3月29日 - 2006年4月8日、2011年10月1日 - 2015年3月28日）
- サタデープラス（2015年4月4日 - 2021年3月27日）

7:30～9:25
- 知っとこ!（2006年4月15日 - 2011年9月24日）
- サタデープラス（2021年4月3日 - 2022年3月26日）

7:58～9:25
- サタデープラス（2022年4月2日 - 9月24日）

7:59～9:25
- サタデープラス（2022年10月1日 - ）